# Bhilakhedi
Bhilakhedi es una localidad de la India en el distrito de Narmadapuram, estado de Madhya Pradesh.

## Geografía
Se encuentra a una altitud de 308 m s. n. m. a 87 km de la capital estatal, Bhopal, en la zona horaria UTC +5:30.

## Demografía
Según estimación 2010 contaba con una población de 17 112 habitantes.